# Hancock (Michigan)
Hancock ist eine Kleinstadt im Houghton County.

## Geographie
Die Stadt ist gelegen auf der Halbinsel Keweenaw Peninsula. Eine Hebebrücke führt nach Houghton (Michigan). Das U.S. Census Bureau hat bei der Volkszählung 2020 eine Einwohnerzahl von 4501 ermittelt.
Die Stadt ist schneereich wegen des Lake effect snow.

## Geschichte
Die ersten Gebäude wurden Mitte des 19. Jrh. errichtet. Man benannte den Ort nach John Hancock. Zur wirtschaftlichen Entwicklung trug die Verhüttung von Kupfererz bei. 1869 und in den 1940er Jahren wurde jeweils ein großer Teil des Ortes durch Feuer zerstört. Die Stadtrechte wurden 1903 festgelegt. Nach dem Zweiten Weltkrieg ersetzte der Tourismus das Hüttenwesen. Mit Porvoo wurde eine Städtepartnerschafte eingerichtet.

## Sehenswürdigkeiten

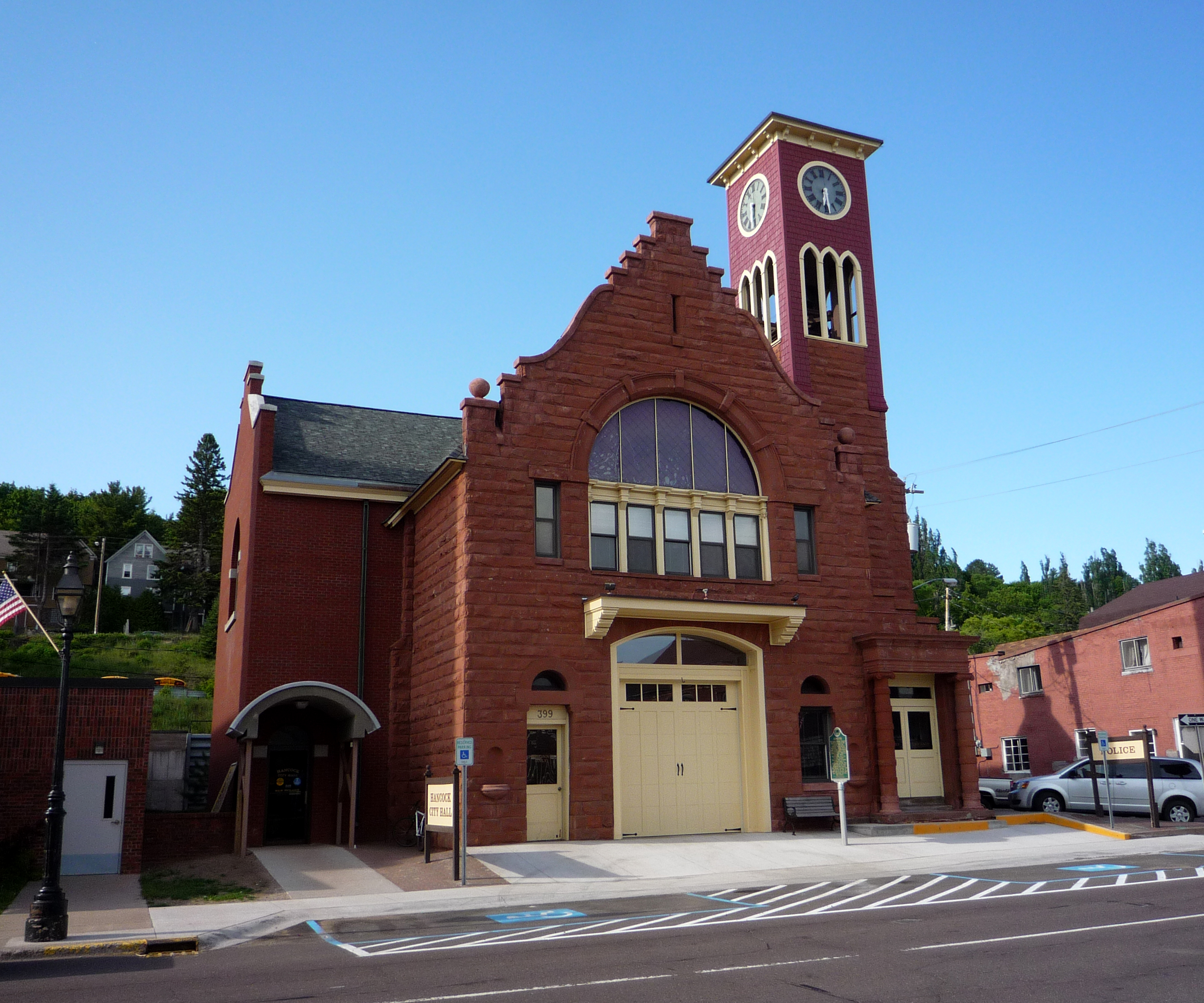
Rathaus

Im National Register of Historic Places verzeichnet ist der Häuserblock um die Quincy Street, der größtenteils in den 1880er bis 1900er Jahren errichtet wurde. Zu diesen gehört auch die Hancock Town Hall and Fire Hall, also das Rathaus, das 1899 errichtet wurde aus rotem Sandstein im Stile einer späten Viktorianische Architektur.

## Persönlichkeiten
- Mary Chase Perry Stratton (1867–1961), Keramikkünstlerin
- William A. Longacre (1937–2015), Archäologe
- Paul Coppo (1938–2022), Eishockeyspieler
- Pat Mikesch (* 1973), Eishockeyspieler und -trainer
- Dwight Helminen (* 1983), Eishockeyspieler
- Tanner Kero (* 1992), Eishockeyspieler